# Trojezična hereza
Trojezična hereza je naziv kojim je sv. Konstantin Ćiril početkom 9. stoljeća, okarektizirao ideju stanovitih teologa toga vremena, koji su zastupali gledište da su samo tri jezika dostojna oltara: grčki, latinski i židovski.
Središnji dio Konstantinove polemike vidimo u njegovim mislima: „Ne daje li Bog kišu svima jednako? Ili zar sunce ne sja svima? Ne dišemo li zrak svi jednako? Zar vas nije sram odrediti samo tri jezika, a svim drugim narodima i plemenima željeti da budu slijepi i gluhi?“
Papa Ivan VIII. potvrđuje ispravnost stajališta sv. Konstantina Ćirila i sv. Metoda primajući ih vrlo svečano u Rimu: ondje su oni u bazilici na grobu sv. Petra pred samim papom održali misu na slavenskom jeziku. Katolička crkva u zapadnim je zemljama - od Portugala do Švedske - ipak stoljećima u bogoslužju nastavila koristiti samo latinski jezik - makar je pravo na uporabu brojnih drugih jezika potvrđivala u brojnim istočnim crkvama u uniji s Rimom. Bulom Industriae tuae iz 880. godine taj papa potvrđuje uporabu slavenskog jezika u bogoslužju. Pravo da se liturgija Rimskog obreda služi na bilo kojem jeziku izuzev latinskog ostalo je stoljećima tek osobitost područja koje je svojedobno prihvatilo glagoljicu, naposljetku - sve do 1960.- ih godina - samo nekih biskupija u Hrvatskoj. 